# Iltutmish
Iltutmish (Shams ud din Iltutmish, Altamash), sultan i Delhi, av mamluckernas dynasti, regerade 1210-1236.
Iltutmish föddes i en adelsfamilj i Ilbarifolket i Turkestan, men togs tidigt som slav av muslimerna. Han köptes sedermera av Qutb ad-Din Aybak, den förste sultanen under Delhisultanatet och gjordes till guvernör i provinsen Badaun samt giftes med en av sultanens egna döttrar.
Hans regeringstid var framgångsrik, och han lyckades utvidga sultanatets territorium avsevärt, och även konsolidera de vinster som gjorts. Han slutförde byggandet av Qutab Minar.

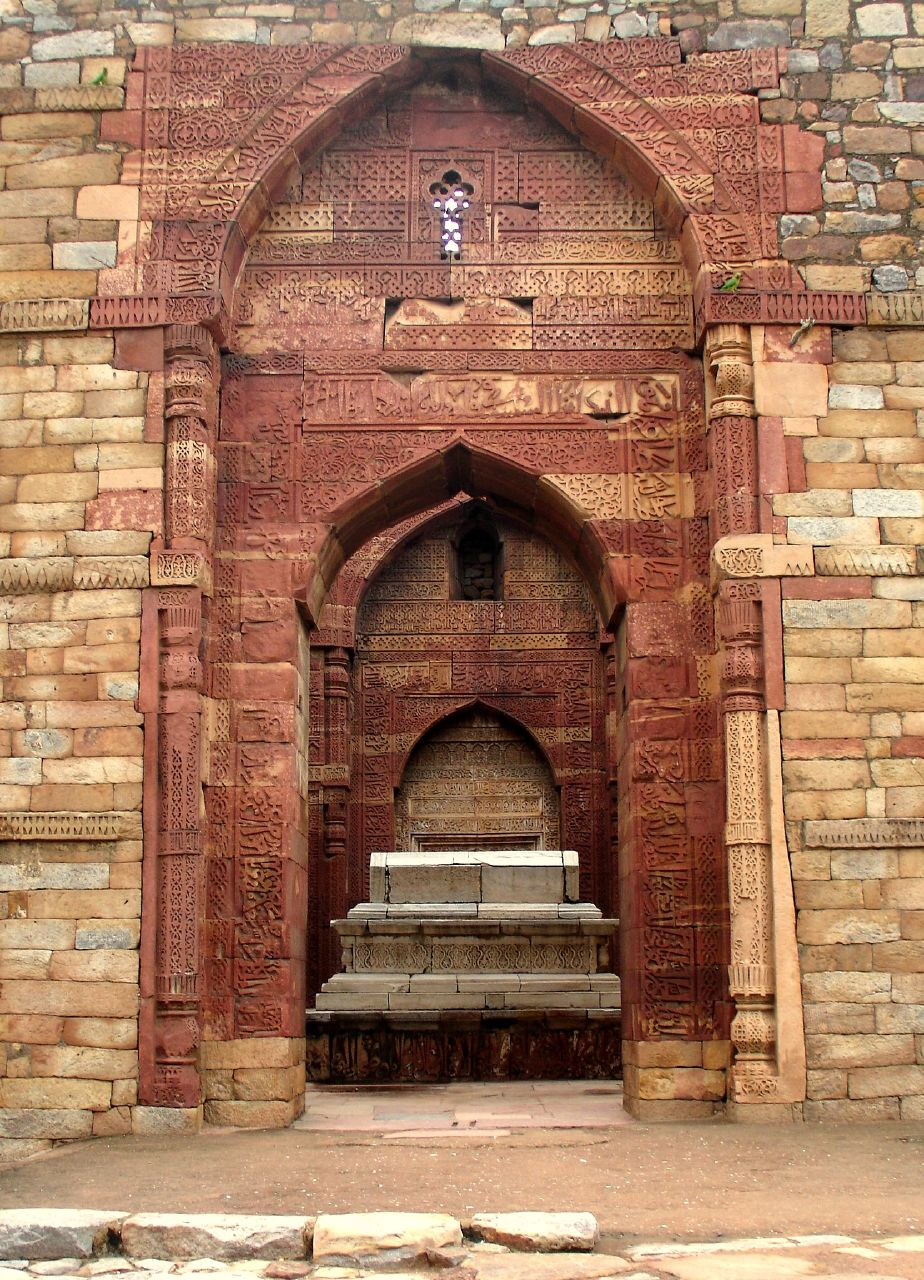
Iltutmish mausoleum